# ニコライ・ドゥドロフ
ニコライ・パヴロヴィッチ・ドゥドロフ（ロシア語: Николай Павлович Дудоров 、ラテン文字表記の例：Nikolai Pavlovich Dudorov、1906年5月22日 - 1977年3月9日）は、ソビエト連邦の政治家。非チェキストである。ニキータ・フルシチョフ政権時の内務大臣を務めた。

## 経歴
1906年5月22日にロシア帝国のウラジーミル県コヴロフ郡ミシュネヴォ村の農家に誕生する。1927年から共産党員となった。
- 1922年～1929年 - M.I.カリーニン名称モスクワ・クリスタル工場の見習い工、職長
- 1929年～1934年 - モスクワ化学技術大学
- 1934年7月 - モスクワの「アフトステクロ」工場の「トリプレクス」職長
- 1937年8月 - ソ連重工業人民委員部ガラス技術総局生産運営課長
- 1937年11月 - ソ連重工業人民委員部党委員会副書記
- 1938年2月 - ソ連重工業人民委員部党委員会書記
- 1939年2月 - ソ連建設資材産業人民委員部セメント総局副総局長
- 1939年5月 - ソ連建設資材産業人民委員部建築ガラス総局副総局長
- 1940年4月 - ソ連建設資材産業人民委員部総務局長
- 1941年5月 - ソ連建設資材産業人民委員部断熱材総局長
- 1943年11月 - ソ連建設人民委員部（1946年3月から建設省）断熱材総局長
- 1947年6月 - ソ連建設資材産業省石膏総局長
- 1949年6月 - ソ連建設資材産業省党委員会書記
- 1950年6月 - 全連邦共産党（ボリシェヴィキ）モスクワ市委員会建設・建設資材課主任
- 1952年8月 - モスソビエト執行委員会副議長
- 1954年12月 - ソ連共産党中央委員会建設課主任
- 1956年1月 - ソビエト連邦内務大臣
- 1960年7月 - 1967年のモスクワ万国博覧会総委員
- 1962年8月 - モスクワ市執行委員会附属建設資材産業総局長（連邦相級）

- 1956年～1966年 - ソ連共産党中央委員会委員となった。
- 1972年6月 - 年金生活に入る。
- 1977年3月9日 - 70歳で死去し、モスクワのノヴォデヴィッチ墓地に葬られる。

## パーソナル
レーニン勲章2個、労働赤旗勲章、赤星勲章を受章。
| 公職                      | 公職                                                     | 公職                                             |
| ------------------------- | -------------------------------------------------------- | ------------------------------------------------ |
| 先代 セルゲイ・クルグロフ | ソビエト連邦内務大臣 第4代：1956年1月31日 - 1960年5月1日 | 次代 ニコライ・シチョーロコフ 1960年～1966年廃止 |